# Zeni (Ochamchire)
Zeni (en georgiano: ზენი) o Elirlirja (en abjasio: Елырлырха, romanizado: Elyryrja) es una aldea que pertenece a la parcialmente reconocida República de Abjasia, dentro del distrito de Ochamchire, aunque de iure es parte del municipio de Ochmachire de la República Autónoma de Abjasia de Georgia.

## Geografía
Zeni se encuentra a orillas del río Galizdga, a 2 km de Ochamchire. La aldea se administra desde el pueblo de Ilori. 